# Логор Борски рудник
Међународни радни логор Борски рудник био је врста затвора који је у Другом светском рату, створен за политичке противнике, припаднике појединих етничких или религијских група, цивила из критичног војног подручја или било коју групу људи из поробљене Европе у коме су ова лица коришћена за рад на ископавању руде бакра, стратешке сировине за Нацистичку Немачку.

## Историја
У источној Србији, на простору од Костолца до Бора и Прахова, током Другог светског рата Немачки Рајх организовао је једно од највећих европских градилишта. Од посебног значаја био је рудник бакра и флотација у Бору, одакле се 1943. године намиривало 50% немачких потреба за овим металом. У том смислу од новембра 1941. на овом простору било је организовано укупно 33 логора, и то: радних логора, логора за обвезнике Националне службе рада, као и кажњеничких логора (Штрафлагер - организовани у лето 1942. године).
Током 1942. године у самом Бору изграђен је читав систем концентрационих радних логора, којих је на овом подручју било око 20. Тако је Бор постао један од највећих међународних радних логора на Балканском полуострву које су снаге сила Осовине покориле током Другог светског рата.
У Борским радним логорима током немачке окупације Србије била је груписана радна снага не само народа са подручја Југославије већ и из многих покорених држава Европе; па су међу логорашима биле и мање групе Француза, Холанђана, Пољака, Чеха, и неколико хиљада грчких антифашиста.
Фебруара 1943. Трећи рајх је затражио од Мађарске да се у Борски рудник упути 10.000 Јевреја за копање руде. На овај захтев, Мађарска је у периоду од 11. јула до 30. октобра упутила четири железничка транспорта са лицима, која су на њеној територији била осуђена на присилан рад. У четвртом транспорту, распоређеном у 4 чете било је и 6.200 Јевреја из Мађарске, Чехословачке и Румуније, али и Јевреја из Бачке.
| „ | „О броју Јевреја из Бачке, који су упућени на принудни рад у Борски рудник постоје различити подаци. У књизи Злочини фашистичких окупатора и њихових помагача против Јевреја у Југославији наводи се на страни 159, да их је било 500 до 600.” | ” |

После капитулације Италије и 5.000-6.000 италијанских војника приведено је у радне логоре лоциране на простору Борског рудника.
У документу који је објављен у књизи Александра Војиновића НДХ у Београду, наведено је да су и Хрвати из Баната који се нису пријавили у немачку војску били хапшени и слати на принудни рад у борски рудник.

## Управа логора и мучење логораша
Радни логор обезбеђивала је мађарска стража, а командант логора до краја 1943. био је потпуковник Андраш Балог, који је по налогу Немаца, смењен „због благог поступања према логорашима”. Заменио га је пуковник Еде Марањи (Марани), који је применио најзверскије методе мучења логораша, и увео посебан логорски суд који је изрицао смртне казне за најмањи прекршај „логорске дисциплине” . Нарочито су зверски мучени они логораши, који би били ухваћени приликом покушаја бекства.
О тешком стању и бројним зверствима логору најбоље говори и овај цитат:
| „ | Према извештају Недићеве комисије људи ангажовани на најтежим пословима били су упола голи, боси, оскудно обучени, смештени у баракама без прозора и врата. Људи су тамо представљали само бројке, а не имена и личности и њихово је било да дају последњу кап снаге. На стотине Јевреја излагани су стравичним тортурама. | ” |

## Напуштање и престанак рада логора
Како су се септембра 1944. Бору приближиле партизанске јединице, управа логора приступила је хитној евакуацији јеврејских логораша. Они су били подељени у две групе.
Прва група, која је бројала око 3.600 Јевреја кренула је пешице 17. септембра 1944. преко Петровца на Млави, Мале крсне све до Београда, те даље преко Панчева и Титела до Црвенке. Након овог крајње исцрпљујућег пута, као и успутних стрељања, у Бају је стигло око 1.300 логораша, који су потом превезени у логоре у Немачкој.
Напуштање логора друге групе Јевреја спречиле су јединице XXIII српске дивизије које су извршиле напад на Борски рудник. Из ове групе НОВЈ прикључило се 39 Јевреја.